# La Gravada
La Gravada, o Punta de Polilles és un cap de la costa de la Marenda del terme comunal de Portvendres, a la comarca del Rosselló (Catalunya del Nord).
Està situat a la zona oriental del terme de Portvendres, al bell mig de l'Ansa de Polilles. És al nord-oest de la Platja del Forat.